# Hiéroglyphe égyptien O50
L'aire de battage, en hiéroglyphes égyptiens, est classifiée dans la section O « Bâtiments, parties de bâtiments etc. » de la liste de Gardiner ; cet hiéroglyphe y est noté O50.

## Représentation
Il représente une aire de battage circulaire et remplit de grains. Il est translittéré sp < zp.

## Utilisation
| z · p · t | O50 |

| z · p · t | O50 |

| z · p · O50 | / | O50 |

| z · p · O50 | / | O50 |

« fois, temps, matière, affaire, cas, action, acte, méfait, faute, occasion, chance, risque, entreprise, dessein, succès, état, condition » et apparentés,
| O50 · Z1 · Z1 | / | O50 · y |

| O50 · Z1 · Z1 | / | O50 · y |

d'exprimer un superlatif) ».
| N5 |

| N5 |

| M4 | t · O50 |

| M4 | t · O50 |

| M4 | t · O50 |

| M4 | t · O50 |

« année de règne (dans les dates) ».

## Exemples de mots
| z · p · O50 |

| z · p · O50 |

| E9 | w | O50 · Z1 · Z1 | F28 |

| E9 | w | O50 · Z1 · Z1 | F28 |

| r · S | D19 | O50 · Z1 · Z1 |

| r · S | D19 | O50 · Z1 · Z1 |